# ストラスブール音楽祭

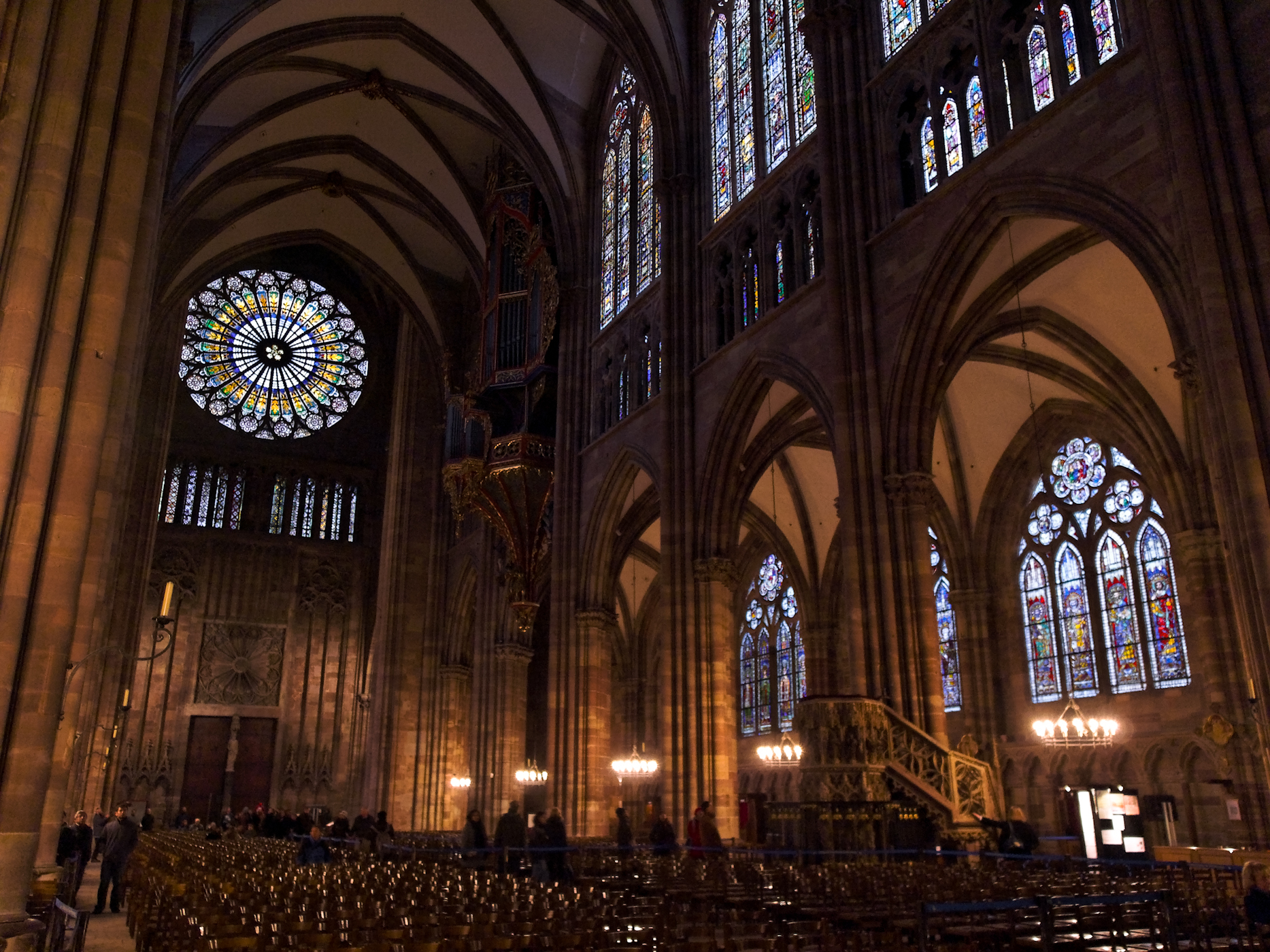
会場に使用されるストラスブール大聖堂

ストラスブール音楽祭（フランス語: Festival de musique de Strasbourg）は、フランスのストラスブールで毎年6月に開催されていたクラシック音楽の音楽祭である。

## 概要
ストラスブール出身の指揮者で当時ライプツィヒ・ゲヴァントハウス管弦楽団のヴァイオリニストだったシャルル・ミュンシュの尽力で、1932年にヴィルヘルム・フルトヴェングラーとベルリン・フィルハーモニー管弦楽団を招いて第1回の音楽祭が開催された。音楽祭は第二次世界大戦で中断されたものの、1947年にミュンシュやユーディ・メニューインらが参加して再開された。以後、多くの最高峰の音楽家や新進の音楽家を招いている。
1951年にはフランシス・プーランクの『スターバト・マーテル』とアンドレ・ジョリヴェの『ピアノ協奏曲』が初演された。また1957年にもプーランクのフルート・ソナタが初演された。
1986年のジョアキーノ・ロッシーニ『セビリアの理髪師』を皮切りに、オペラ音楽祭に装いが改められ、この試みは2005年まで続き、その間14の作品が上演された。
2014年6月の開催直前に、チケットの売れ行き不振のため音楽祭の中止が公表された。